# Тамара Огњевић
Тамара Огњевић (Београд, 5. јануар 1965) српска је историчарка уметности, херитолог и књижевница.

## Биографија
Након завршене Дванаесте београдске гимназије, уписала је студије историје уметности на Филозофском факултету Универзитета у Београду. Ту је завршила последипломске студије, а усавршавала се у САД, Француској и Великој Британији.
Прве текстове у новинама објавила је у омладинском листу „Младост“ са непуних петнаест година. Примљена је у Удружење новинара Југославије, као један од најмлађих чланова тог Удружења. Писала је текстове и чланке за листове и часописе: „Омладинске Новине“, Репортер, OH, Старт, Свијет, Дуга, Борба, Ревијална штампа, Погледи, Политика, Вечерње новости, ТВ Студио Б, Жена, Нада, Наданова, Франкфуртске вести, Дан, Време, Блиц жена, Блиц и НИН. Научне радове је објављивала у Зборнику Народног музеја у Београду, Зборнику ликовних уметности Матице српске, Лесковачком зборнику, Новопазарском зборнику... Сарађивала је за иностране новине попут шпанског недељника ElPais, француски Figaro Magazin, амерички Boston Gloub.
Током рата у Хрватској и БиХ 1991-1995 године постала је ратни извештач и извјештавала о борбама и злочинима над српским народом. Аутор је и главни и одговорни уредник првог телевизијског омнибуса о рањеницима, који је под истоименим називом „Рањеници“, у дванаест емисија еми- тован на НТВ Студију Б, а под покровитељством Фонда „Капетан Драган“.
На позив Љубише Савића - Маузера приступа Гарди Пантери и постаје прва жена портпарол у Војсци Републике Српске. Један је од иницијатора стварања првог таблоида у Републици Српској, Екстра Магазина, у коме је била уредник. Творац је идејног концепта и главни и одговорни уредник првог женског часописа у Републици Српској, Мире-Плус.
Аутор је изложбе „Кнегиња Јелисавета - дуго путовање кући” која је била изложена у Историјском музеју Србије од 15. септембра до 14. новембра 2019. године.
Члан је Удружења књижевника Србије, Удружења новинара Србије, Међународне новинске федерације и Удружења ликовник уметника примењених уметности и дизајнера Србије (УЛУПУДС).
Учествовала је на бројним међународним и домаћим научним скуповима.
Основала је 2009. године Центар за историју, теорију и менаџмент уметности Артис, који је члан Међународног савета музеја (ICOM).

## Награде
Добитник је неколико Унескових награда за писање (1979-1983), Специјалне повеље за новинарство Удружења новинара Србије (1996), Високог признања Академије “Иво Андрић” за роман “Мамелук” (2005) и Јубиларне медаље стогодишњице удруживања књижевника Србије (2006) за пројект Додири уметности и књижевности у историји српског народа 12-20. века. Са вајаром Рајком Блажићем је освојила Прву регионалну награду за иновацију и презентацију новог уметничког материјала (2009) коју додељују Привредна комора Србије и Министратство за науку и технолошки развој Србије. Добитник је Улупудсових награда за стваралачке резултате 2010. и 2011. године.

## Дела
- Тамара Огњевић, Гарда Пантери : 2. мај 1992. - 2. мај 1993., пецијална бригада-Гарда "Пантери", 1993;
- Тамара Огњевић, Свети Ахилије у Ариљу - црква на немирној граници: историја, религија, уметност, традиција, мит, Црквена општина Ариље, Ариље 2000, ISBN - 86-902685-1-0;
- Тамара Огњевић,Мамелук (роман), Досије,Београд, 2002, ISBN - 86-81563-27-0
- Тамара Огњевић, Острог, чудотворац у орловском гнезду : историја, вера, уметност, предање, чудеса, Манастир Острог, Даниловград 2002, ISBN - 86-81779-03-6;
- Тамара Огњевић, Драган Боснић, Благо Србије : културно-историјска баштина, Младинска књига, Београд 2012, ISBN - 978-86-7928-340-5